# メアリー・カリロ
メアリー・カリロ（Mary Carillo, 1957年3月15日 - ）は、アメリカ・ニューヨーク市クイーンズ出身の元女子プロテニス選手。1977年の全仏オープン混合ダブルス部門で、ジョン・マッケンローとペアを組んで優勝した選手である。左利き。フルネームは Mary Jean Carillo（メアリー・ジーン・カリロ）という。

## 来歴
メアリー・カリロとジョン・マッケンローは、幼少時代からテニスの遊び友達だった。カリロは成長期に、往年のオーストラリアの名選手だったハリー・ホップマンのテニス・スクールで学び、ビタス・ゲルレイティスと妹のルタからも大きな刺激を受けた。1977年にカリロはプロテニス選手になり、その年の全仏オープン混合ダブルスで、幼なじみのマッケンローとペアを組んだ。2人は決勝でイワン・モリナ（コロンビア）＆フロレンツァ・ミハイ（ルーマニア）組を 7-6, 6-3 で破り、4大大会タイトルをここで獲得した。その後、カリロはウィンブルドン混合ダブルスでマッケンローと組んでベスト8に入り、全米オープンでは女子ダブルスのベスト8に入った。ところが、カリロは膝の故障のため、わずか3年後の1980年にプロテニスからの引退を余儀なくされた。（パートナーのマッケンローは、2年後の1979年全米オープンで4大大会男子シングルス初優勝を飾り、以後男子シングルス7勝・男子ダブルス9勝を獲得した。）
カリロは短い選手生活からの引退後、優れたスポーツ・キャスターとして名声を築き、テレビ解説者として数多くの賞を受賞してきた。1983年に、カリロはマルチナ・ナブラチロワの初めての自伝的著書『テニス・私の人生』“Tennis My Way”の共著者になった。彼女の代表作の中には、ビリー・ジーン・キング夫人の半生を描いた『ビリー・ジーン・キング：開拓者の肖像』（Billie Jean King: Portrait of a Pioneer）というドキュメンタリー・フィルムのプロデュースなどがある。最近はNBCテレビで2006年トリノオリンピックのスケート・ショー“Olympic Ice”（オリンピック・アイス）の製作・司会を務めた。